# Parves et Nattages
Parves et Nattages – gmina we Francji, w regionie Owernia-Rodan-Alpy, w departamencie Ain. Została utworzona 1 stycznia 2016 roku z połączenia dwóch wcześniejszych gmin: Nattages oraz Parves. Siedzibą gminy została miejscowość Parves. W 2013 roku populacja wyżej wymienionych gmin wynosiła 939 mieszkańców.